# 염지윤
염현희(1979년 7월 26일 ~ 현재)은 대한민국의 배우이다. 1998년 광고 모델 첫 데뷔 후 1999년 MBC 28기 공채 탤런트를 합격하였다.  염지윤 키가 167cm 몸무게 48kg이다.

## 학력
- 인천 인일여자 고등학교 졸업
- 수원대학교 연극영화과 학사

## 출연작

### 드라마
- 2000년 MBC 《진실》 ... 자영 친구 역
- 2000년 MBC 《뜨거운 것이 좋아》
- 2001년 MBC 《홍국영》 ... 정순왕후 역
- 2001년 MBC 《매일 그대와》
- 2002년 SBS 《나쁜 여자들》
- 2003년 MBC 《죽도록 사랑해》
- 2004년 SBS 《토지》 ... 공송애 역
- 2006년 KBS1 《강이 되어 만나리》 ... 조수희 역
- 2010년 KBS2 《KBS 드라마 스페셜 - 조금 야한 우리 연애》 ... 미나 역
- 2011년 KBS2 《KBS 드라마 스페셜 - 제 7요일》 ... 지혜 역
- 2011년 SBS 《당신이 잠든 사이》 ... 한지수 역
- 2011년 SBS 《태양의 신부》 ... 황 실장 역
- 2014년 OCN 《닥터 프로스트》 ... 김세희 역 (특별출연)
- 2016년 MBC 《결혼계약》
- 2018년 SBS 《시크릿 마더》 ... 한주희 역
- 2020년 tvN 《메모리스트》 ... 여지숙 역

### 영화
- 2003년 《강아지 죽는다》 ... 상희 역
- 2005년 《미스터 주부퀴즈왕》 ... 주하 역
- 2009년 《약탈자들》 ... 은영 역